# Antonio Carbonell
Antonio Carbonell Muñoz (Madrid, 21 de agosto de 1969) es un cantante y compositor español, conocido por haber participado en el Festival de la Canción de Eurovisión 1996.

## Biografía
Pertenece a la saga flamenca de los Carbonell. Hijo del guitarrista flamenco y cantaor Montoyita. Hermano del guitarrista José Carbonell "Montoyita" y las bailaoras Victoria Carbonell "La Globo" y Aurora Carbonell "La Pelota" (viuda de Enrique Morente); tío de Estrella Morente, Soleá Morente y José Enrique Morente, y primo de los componentes de los grupos musicales Ketama y La Barbería del Sur. Desde siempre ha estado ligado a la música y el flamenco.
Ha realizado colaboraciones con artistas como Enrique Morente y Manolo Sanlúcar.
Su primer trabajo Ilusiones tuvo un éxito discreto. Más tarde, y con motivo de su participación en el Festival de la Canción de Eurovisión 1996, publicaría un segundo álbum ¡Ay, qué deseo!. Con el tema homónimo, compuesto por Ketama, consiguió un discreto número veinte (de 23 países) en el festival celebrado en Oslo, Noruega.
Aparte de sus dos trabajos en solitario, la contribución de Antonio Carbonell puede verse en álbumes recopilatorios tales como Cante gitano, Directo desde Casa Patas, Esencias flamencas y Lo mejor que tengo.
El 22 de junio de 2007 participó en un concierto de RBD en Madrid, bailando flamenco con Anahí Puente. Posteriormente ha realizado numerosas actuaciones como cantaor acompañado a la guitarra por su hermano 'Montoyita'.

## Discografía[4]

### Álbumes de estudio
- 1992: De colores diferentes
- 1993: Sueño de fantasía
- 1994: Cartas de amor
- 1995: Ilusiones
- 1996: ¡Ay, qué deseo!
- 1999: Volver a vivir
- 1999: Joaquín Cortés & Gipsy Passion Band, Estrella Morente, Antonio Carbonell, Juañares, Charo Manzano – Live From Montreux

### Sencillos
- Represento (1992)
- Hacer el amor  (1992)
- Lo importante es la Rosa   (1992)
- Hacer El Amor (12")   (1992)
- Baila! (Swing Da Cor)  (1993)
- Didí   (1993)
- Querida (1994)
- Antonio Carbonell, Ketama (2) – Rumbera / Loko

(12", maxisencillo, promo) (1995)
- Rumbera  (1995)
- ¡Ay, Que Deseo!  (1996)
- Gozar O Morir (1999)

### Participación en Series y programas de televisión
- Noches de Gala (1994) (1 Episodio) TVE);
- Desde Palma con amor (1991) Telecinco (1 Episodio);
- Ven al Paralelo (1992); Telecinco (1 Episodio);
- Querida Concha (1993) Telecinco); (2 episodios);